# 1989 год в истории общественного транспорта
В этой статье перечисляются основные события из истории общественного транспорта (прежде всего трамваев, троллейбусов и автобусов) в 1989 году. Информация об истории метрополитенов и железнодорожного транспорта находится в отдельных статьях.

## События
- СССР
  - АзССР — 15 апреля  запущен троллейбус в Мингечауре.
  - Казахская ССР —28 декабря запущен троллейбус в Костанае.
  - В УССР — в Харькове[1] началась эксплуатация троллейбусных поездов[2][3] Владимира Веклича[4][5], состоящих из двух машин ЗиУ-682.

- Бельгия — 25 марта открыто троллейбусное движение в городе Гент.
- Болгария — 25 сентября открыто троллейбусное движение в городе Бургас.
- Германия 
  - 6 октября — открыто троллейбусное движение в городе Хойерсверда.
  -  В феврале прекращено грузовое троллейбусное движение в городе Эльбенгероде, система проработала около года и не предназначалась для пассажирских перевозок.
- Испания — 31 августа прекращено троллейбусное движение в городе Понтеведра.
- Румыния 
  - 23 августа — открыто троллейбусное движение в городе Галац.
  -  22 августа — открыто троллейбусное движение в городе Медиаш.
- Словакия — 24 августа открыто троллейбусное движение в городе Банска-Бистрица.
- Северная Корея — открыто троллейбусное движение в городе Сончхон.[источник не указан 1834 дня]
- Аргентина — 7 мая открыто троллейбусное движение в городе Кордова.